# フレデリック・ルガード
初代ルガード男爵フレデリック・ジョン・デルトリー・ルガード (英語: Frederick John Dealtry Lugard, 1st Baron Lugard, GCMG CB DSO PC、繁体中国語: 盧吉、1858年1月22日 – 1945年4月11日) はイギリスの軍人、探検家、植民地行政官、香港総督（1907年 – 1912年）、ナイジェリア総督（1914年 – 1919年）。

## 生い立ち
ルガードは当時マドラスと呼ばれたインドのチェンナイで生まれ、ウスターで育った。父はマドラスの元従軍牧師F・G・ルガードで、母はヨークシャーのジェントリの息子のジョン・ガートン・ハワード（1786年 – 1862年）の末娘メアリ・ハワード（1819年 – 1865年）であった。ルガードはロッサルスクールとサンドハースト王立陸軍士官学校で学んだ。

## 軍歴
ルガードは1878年にインドで第9歩兵（東ノーフォーク連隊）に入隊し、第2大隊に配属され、第二次アフガン戦争、スーダン戦役、第三次ビルマ戦争に従軍した。
1888年5月ルガードはアラブ人奴隷交易者の討伐を名目とするニアサランド遠征を命じられ、負傷した。

## アフリカ
1889年4月ニアサランドを離れるとルガードは帝国イギリス東アフリカ会社（IBEAC）に入った。そこで彼はサバキ川を探検し、奴隷貿易の禁止を掲げたIBEACによるザンジバル系のアラブ＝スワヒリ商人の交易路の確保に加わった。
1890年にはウガンダに渡り、ウガンダをイギリスの勢力圏とするために活動し、フランス勢と争った。1890年12月26日から1892年5月まではイギリスのウガンダ軍政官であった。軍政官としてルウェンゾリ山地やエドワード湖などを巡り、地図を作製した。アルバート湖ではエミン・パシャとヘンリー・モートン・スタンリーがエミン・パシャ「救出」の際に置き去りにしたスーダン兵を収容した。
1892年にイギリスに戻ると、ウィリアム・グラッドストン内閣からウガンダを離れるように説得された。1894年にはボルグ確保のため王立ニジェール会社に派遣され、現地の首長たちと協定を結んでイギリスの会社に主権を認めさせた。1895年にバス勲章のコンパニオンに叙された。
1896年から1897年にはイギリス西チャーターランド会社のためにンガミ湖を探検した。イギリス政府により西アフリカに呼び戻された。ルガードはラゴスで現地人の鎮圧とフランス勢との争いに当たった。1897年8月にルガードは王立西アフリカ辺境軍（RWAFF）を組織し、フランスとの論争となる1899年12月末まで指揮を執った。1901年には聖マイケル・聖ジョージ勲章のナイトコマンダーに叙された。
1902年には、アフリカの地理に関する継続的な取り組みに対して、王立地理学会から金メダル（創立者メダル）を贈られた。

## ナイジェリア高等弁務官
RWAFFの指揮権を放棄するとルガードは1906年まで北部ナイジェリア保護領の高等弁務官になった。ルガードは1902年に『タイムズ』紙の植民地記事の記者であったフローラ・ショーと結婚した。ルガードはイギリスの支配を強めようと試みたがソコト帝国のスルタンや他のフラニの首長たちに拒まれた。
1906年のソコト南西のサティルでのマフディー派の反乱の鎮圧の際に多数の犠牲者と共に村が破壊され、ソコトのスルタンや他の首長らはイギリスに恭順の意を示すようになった。

## 香港総督
ナイジェリアの高等弁務官を辞して1年後にルガードは1912年3月まで香港総督に任じられた。ルガードは新界の恒久租借権を条件に清に威海衛の返還を申し出て拒絶された。1911年の香港大学の設置はHSBCホールディングスなどのイギリス系企業やイギリス支配の中では好意的に記憶される。妻のフローラもこれを助けた。1911年には聖マイケル・聖ジョージ勲章のナイトグランドクロスに上げられた。

## ナイジェリア総督
1912年ルガードはナイジェリアに戻り南北ナイジェリア保護領の総督となった。彼の目標は2つの保護領の1つの植民地への統合だった。ラゴスでは指導層やメディアの反対が強く、他の地域でも統合への意欲は見られなかった。1914年から1919年までルガードはナイジェリア植民地の初代総督となり、アルコールの容認や奴隷狩りや奴隷制の抑止に尽力して原住民の環境改善を図ったと主張した。1920年新年にルガードは枢密院顧問となった。

## 間接統治論
1922年の『英領熱帯アフリカの二重統治論』（The Dual Mandate in British Tropical Africa）はルガードの間接統治論の著作である。ここで彼はイギリスのアフリカ植民地でこの手法が採用されねばならないかを説いた。正当化の中にはキリスト教の布教や野蛮の終焉なども含まれた。国家の出資する植民地化は宣教師や現地首長、住民をその他の国外勢力から保護するとした。ルガードはイギリスがドイツ、ポルトガル、フランスより先に資源や領土を支配することが肝要だとした。彼はゴムなどの資源の輸出や住民への課税で得られる膨大な利益に気付いていた。また奴隷制はイギリスで1834年に廃止されていたものの、安い労働力や資源も公共事業による工業化の欠かせない要素になるとした。また植民地化は時代の流れであり、超大国の権力を保ち弱体化を避けるために植民地を持つべきだとした。
ルガードは黒人は白人と大きく異なるとして現地人による間接支配を好んだ。ルガードは習慣や言語が同じ現地人に植民地経営をさせた方が反乱が防げると考え、この手法は他のヨーロッパの植民地支配者にも採用された。
1922年から1936年にルガードは国際連盟の委任統治委員会のイギリス代表に選ばれた。1926年にはロンドンに国際アフリカ言語文化研究所 (International African Institute) が設立され、ルガードも議決機関のメンバーに選ばれた。
1928年4月25日ルガードはアビンジャーのルガード男爵に叙され貴族院に列した。フローラ夫人（「ナイジェリア」の命名者である）に1929年に先立たれ、子女にはついに恵まれなかったため、ルガード男爵の爵位は1945年の彼の死と共に断絶した。

## 著書
- The Rise of our East African Empire, 1893. - 自叙伝
- The Dual Mandate in British Tropical Africa, 初版 1922, 第3版 1926.

## ルガードに因むもの
- 香港・ヴィクトリア山のルガード道（英語版）（中国語: 盧吉道、英語: Lugard Road）
- ルガード塔（香港大学の教育施設内）
- ルガードホール（香港大学の寮内、カドゥナ州議会）
- ルガード通り（ナイジェリアラゴス州イコイ、ウガンダエンテベ）
- ルガードハウス（ロッサルスクール、他）

## 脚註
1. ↑  “Medals and Awards, Gold Medal Recipients” (PDF).   Royal Geographical Society. 2016年11月26日閲覧。
2. ↑  田中雅一「英国における実用人類学の系譜 ―ローズ・リヴィングストン研究所をめぐって―」『人文學報』第84巻、京都大学人文科学研究所、2001年3月、83-109頁、CRID 1390009224843748736、doi:10.14989/48564、hdl:2433/48564、ISSN 0449-0274。
3. ↑  LORD LUGARD. HANSARD 1803–2005, 2008年10月1日閲覧。